# Gary Lineker
Gary Winston Lineker, OBE, född 30 november 1960 i Leicester, är Englands fotbollslandslags bästa målskytt genom tiderna i VM-sammanhang med sammanlagt 10 mål. Han är numera expertkommentator för BBC Sport, Al Jazeera Sports och Eredivisie Live. 
Lineker är en av 1980-talets stora anfallsspelare och gjorde bland annat 48 mål på 80 A-landskamper för England. Linekers sista landskamp var mot Sverige i Europamästerskapen i fotboll 1992. Han blev tre gånger den engelska ligans skyttekung: med Leicester 1984–1985 (24 mål), med Everton 1985–1986 (30 mål) och med Tottenham 1989–1990 (24 mål).
Lineker lyckades med konststycket att aldrig dra på sig vare sig ett gult eller rött kort under hela sin karriär.

## Biografi
Lineker föddes i Leicester och hans föräldrar är Barry och Margaret Lineker. Hans andra förnamn är från Winston Churchill som han delar födelsedag med. Han växte upp tillsammans med sin bror Wayne. Fadern arbetade som grönsakshandlare och Gary Lineker hjälpte upp till vuxen ålder till på Leicester Market. Under barndomen var han en talang både i fotboll och cricket. 1976 började han spela för Leicester City då han blev antagen till klubbens akademi.
Linekers karriär tog fart i början av 1980-talet. Leicester tog sig upp i Division 1 1980 och en gång till 1983. Lineker kom under 1981 att ta en ordinarie plats och med anfallskollegan Alan Smith blev Lineker framgångsrik. Säsongen 1981–1982 gjorde han 19 mål och följande säsong blev han skyttekung i Division 2 då Leicester tog sig tillbaka till Division 1. I högstaligan fortsatte Lineker att göra mål och kom tvåa i skytteligan efter Ian Rush 1984 och följande säsong blev han skyttekung med 24 mål. 1985 följde övergången till de regerande ligamästarna Everton där Lineker återigen blev skyttekung då Everton kom på en andraplats i ligan. 
Lineker blev med sex mål på fem matcher skyttekung i VM i Mexiko 1986. Alla dessa VM-fullträffar kom från nära håll. Lineker var en snabb måltjuv med en välutvecklad förmåga att finnas på rätt plats vid rätt ögonblick. Direkt efter VM köptes han av Barcelona som tränades av Terry Venables. Under sin första säsong i Spanien gjorde han hat trick då Barcelona hemmabesegrade Real Madrid med 3-2. Två år senare ville Barcelonas nye chefstränare Johan Cruijff ha en annan centerforward och Lineker skrev därför sommaren 1989 kontrakt med Tottenham, som hade Terry Venables som manager. Den affären finansierade Londonklubben genom att samma månad sälja Linekers landslagskompis Chris Waddle för en rekordsumma till det dåvarande franska storlaget Olympique Marseille. I Tottenham vann Lineker FA-cupen 1991 och blev för tredje gången ligans skyttekung då "Spurs" blev tabelltrea under säsongen 1989-1990. Han avslutade karriären 1992–1994 i Nagoya Grampus Eight i Japan efter att ha fått problem med skador.
Lineker gjorde sin landslagsdebut mot Skottland 1984. Lineker (1986) och Harry Kane (2018) är de engelsmän som blivit skyttekungar i en VM-turnering. Mot Polen 1986 blev Lineker den andre engelsman, efter Geoff Hurst i VM-finalen 1966, som gjort ett hattrick i en VM-match. Han spelade även i VM 1990 i Italien och gjorde då fyra mål. Lineker deltog också i EM-slutspelen 1988 och 1992. I EM 1988 var Lineker trött och inte alls i form, vilket irriterade Englands tränarduo Bobby Robson och Don Howe. Efter turneringen visade det sig att Lineker led av hepatit (gulsot). I sin bok ”Behind Closed Doors”, som utkom 2019, skriver Lineker att Robson besökte honom på sjukhuset och bad om ursäkt. 
Lineker kom tvåa då tidningen France Football valde Årets bästa spelare i Europa år 1986 (Guldbollen). 
Lineker utsågs till freeman av Leicesters stad 1995. Lineker är engagerad i organisationer som Leukaemia Busters, Fight for Life och Cancer Research UK som en följd av att en av hans söner drabbades av en ovanlig cancerform som barn. Han är idag även vice hedersordförande för Leicester City tillsammans med Gordon Banks och Peter Shilton. Han var 1986–2006 gift med Michelle Cockayne, som han har fyra söner med. 2008 gifte han sig med Danielle Bux.

## Meriter

### Klubblag
Leicester City
- Football League Second Division: 1980

Everton
- FA Charity Shield: 1985

Barcelona
- Copa del Rey: 1988
- Cupvinnarcupen: 1989

Tottenham Hotspur
- FA-cupen: 1991

### Internationella
England
- VM i fotboll: 1986, 1990
- EM i fotboll: 1988, 1992
- Rous Cup: 1986, 1988, 1989
- England Challenge Cup: 1991

### Individuella
- Bästa målskytt i engelska ligan: 1984/1985, 1985/1986, 1989/1990
- VM-skyttekung: 1986
- Årets fotbollsspelare i England: 1985/1986
- Årets fotbollsspelare i England (FWA): 1985/1986, 1991/1992